# Пахиня

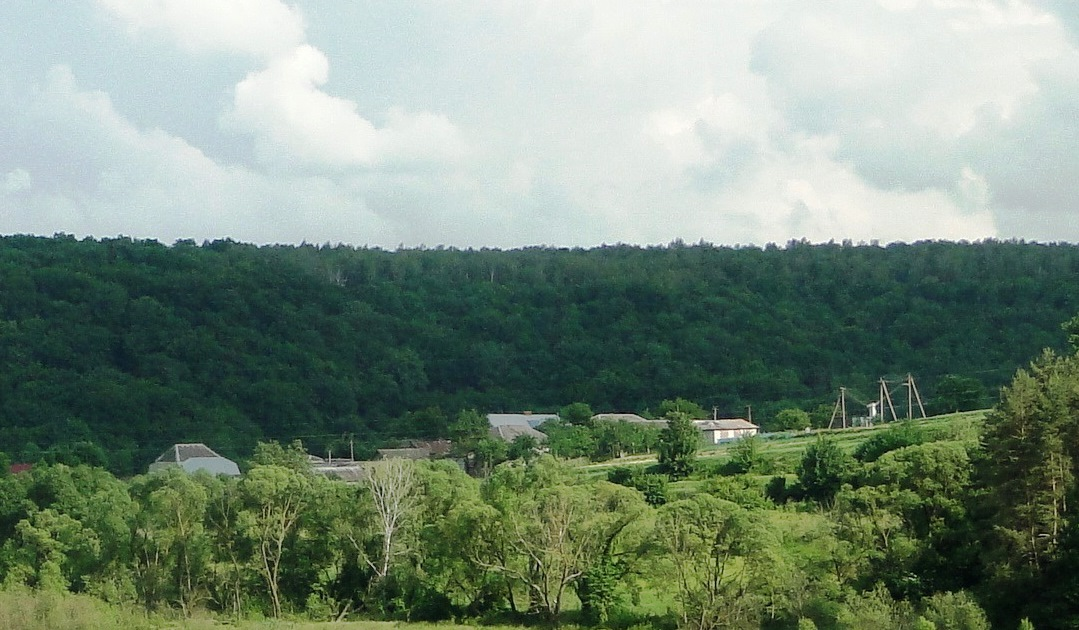

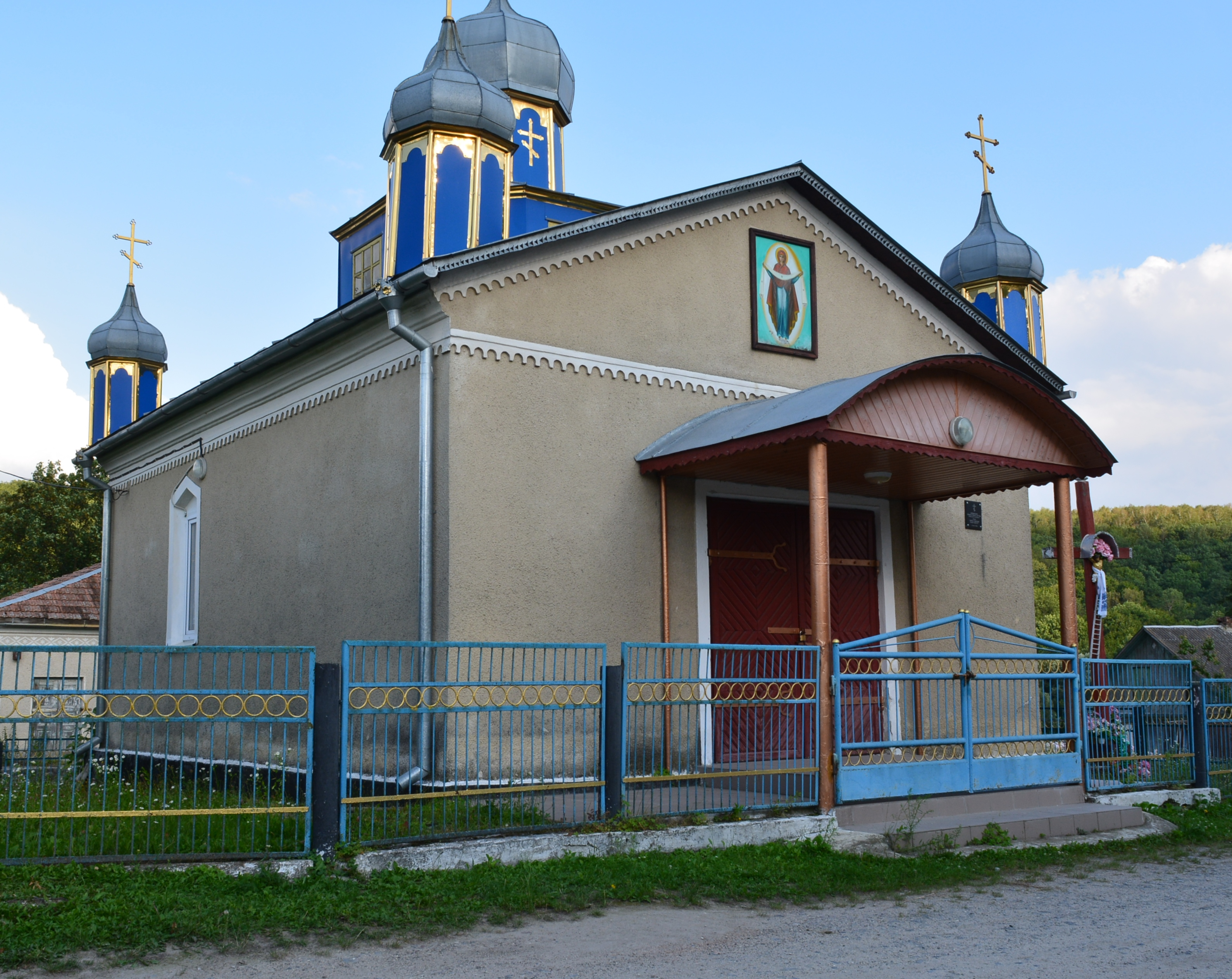

Пахи́ня — село в Україні, у Лановецькій міській громаді Кременецького району Тернопільської області.
Територія — 0,65 кв. км. Населення — 169 осіб (2001 рік).
Населення 148 осіб (2007)
Підпорядковане Лановецькій міській раді.

## Історія
Перша згадка — 1500 рік, було розвинене килимарство. Перша письмова згадка — 1592 року у судовому документі, де підтверджено запис від 11 грудня 1579 року про те, що польський князь Михайло Вишневецький позичив у свого служебника Яна Ближинського гроші під заклад маєтків у селах Лопушня і Пахинка.
У середині XIX століття польський мандрівник Тадеуш Стецький, відвідавши ці місця, згадав населений пункт як «малюсіньське село Пахинка». Здійснював дослідження археолог О. Цинкаловський,
О. Гаврилюк.
1988 року археолог Олег Гаврилюк провів обстеження та обміри давньоруського комплексу ХІ — початку XII століття в селі Пахиня.
В селі виявлено археологічні пам'ятки давньоруської культури. Поблизу села, в урочищі Замчисько і на горі Тернавиця, виявлено залишки давньоруських городищ X—XII століть, де знайдені наконечники стріл і списів, глиняні посуд та люльки й знаряддя праці. Майже всі вони не збереглись, за винятком відшуканого в одному з дворів шиферного пряслиця— грузика у формі диска або невисокого циліндра із наскрізним отвором вздовж осі, що застосовується для збільшення ваги ручного веретена і кріплення пряжі на ньому. Це говорить про те, що у селі Пахиня було розвинене килимарство. На початку XX ст. не менш вагомим центром килимарства було старовинне містечко Вишгородок на Кременеччині, раніше Лановецького району. У килимах майстрів цього осередку переважав рослинний орнамент, здебільшого на чорному або сірому тлі. Жителям області відомі такі майстри, як М. Дембовська з Пахині, Г. Парило зі Снігурівки, О. Кушнірчук з Борщівки, Г. Янчишин з Коржківець, П. Копайська та К. Кульпака з Вербовець Лановецького району.
На 1936 рік село входило до ґміни Вишгородок Кременецького повіту.
У 2016 році побачила світ перша книжка Володимира Кравчука — історика, краєзнавця, члена Національної спілки журналістів України. Книга присвячена рідному селу автора і носить назву «Пахиня — чарівна часточка Волині»,— повідомляє «Народне слово».
12 червня 2020 року, відповідно до розпорядження Кабінету Міністрів України № 724-р «Про визначення адміністративних центрів та затвердження територій територіальних громад Тернопільської області» увійшло до складу Лановецької міської громади.
19 липня 2020 року, в результаті адміністративно-територіальної реформи та ліквідації Лановецького району, село увійшло до складу Кременецького району.

## Пам'ятки
Є церква святої Покрови (1998 року, мурована). Встановлено пам'ятний хрест на честь відкриття церкви. 4 жовтня 1998 року відбулось посвячення й офіційне відкриття церкви Київського Патріархату. В молитві взяв участь Тернопільсько-Кременецький Владика Іов, співслужив йому благочинний Ланівецького району отець Григорій Хом'як, отець Ражоловський Петро з Шилів і, як настоятель цієї церкви, отець Володимир Баковський.
Першим настоятелем церкви в Пахині був Володимир Баковський. Першим церковним старостою був Дідик Іван. Після Баковського Володимира настоятелем був призначений Болюх Ігор Богданович. Від 2005 року настоятелем є отець Роман Будола.

## Освіта
Школи у с. Пахиня не було до 1940-х років. Центром освіти в першій половині XX століття стали Вербовець, Вижгородок, Лопушно, Влащинці, Карначівка. Починаючи з 1939 р. Леонід Панькович Польовий у с. Пахиня почав вчити дітей. До школи приймали з семи років. Коли почалася Друга світова війна школу закрили. Під час виселення поляків люди випросили, щоб хату Сопка Миколи залишили для влаштування школи. Ця школа проіснувала до 1991 року. В цьому ж році школа перейшла в нову двоповерхову будівлю ініціатором, якої був голова колгоспу «Радянська Україна» Безкоровайний Ілля Васильович. Власне початкова школа розмістилася на другому поверсі. У школі працювали такі вчителі: Скрипченко Кіндрат, Гах Наталя, Закон Божий читав священник Галета Іов, Кудрик Марія Афанасівна, Смолій О. Г., Ванькевич Софія, Войцехівська Ніна Антонівна, Карп'юк Марія Вікторівна, Стремілова Антоніна Мойсіївна, Дворницька Ольга Федорівна, Іваненко Євген Степанович, Гринчук Галина Павлівна, Гоп'юк Фросина Петрівна, Заляза (Попович) Ольга Сергіївна, Шостак Ніна Павлівна, Шевчук Галина Іванівна, Попович Надія Данилівна, Комінко Віталій Васильович. Школа працювала до 2019 р.

## Соціальна сфера
Діють у селі загальноосвітня школа I ступеня, ФАП, торговельний заклад. У 2019 році загальноосвітню школу I ступеня закрили. Діти вчаться у Лопушненській ЗОШ І — II ступенів та Вербовецькій ЗОШ І— III ступенів, до яких доїжджають шкільним автобусом.

## Галерея

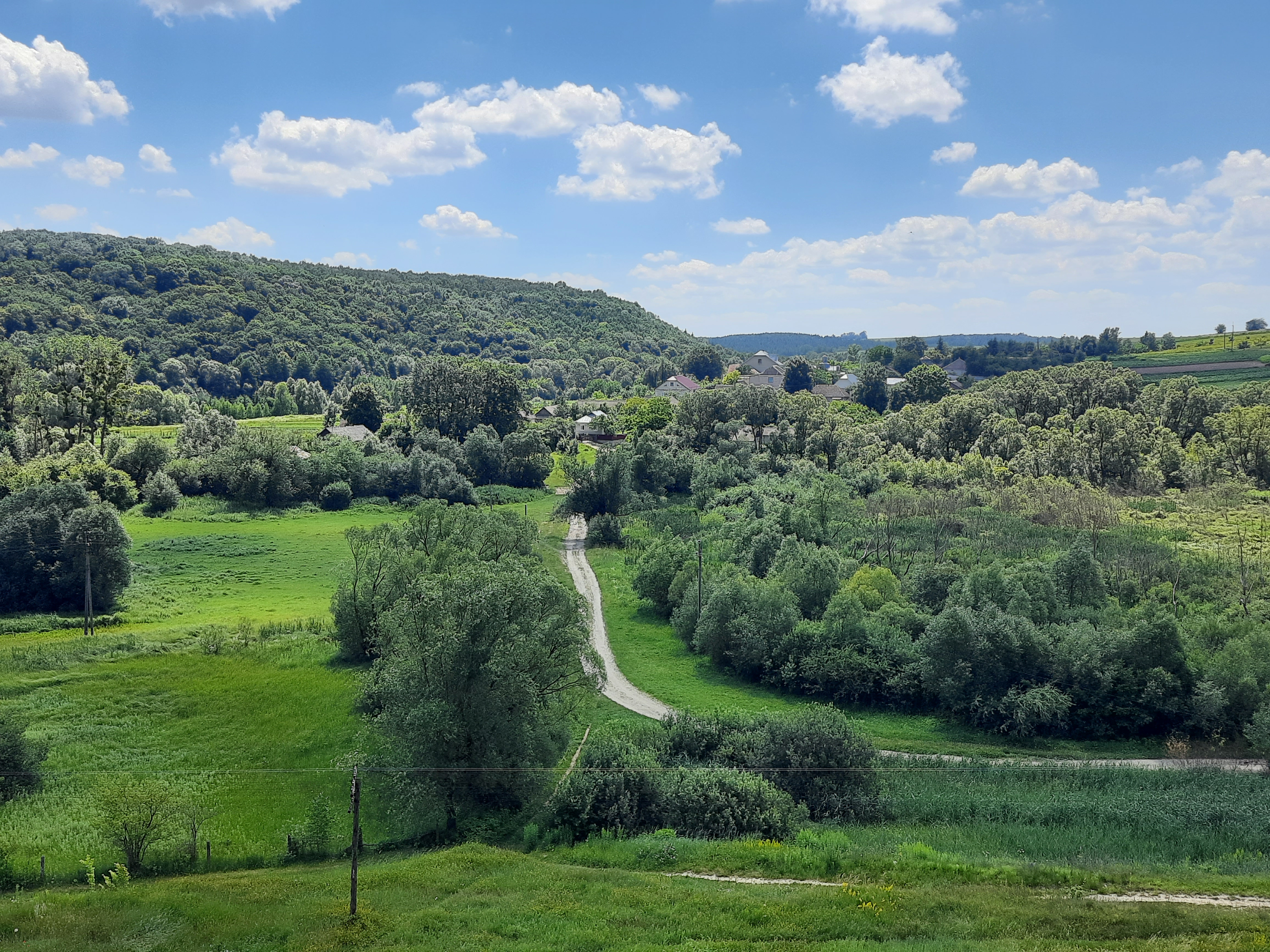
Вигляд на село
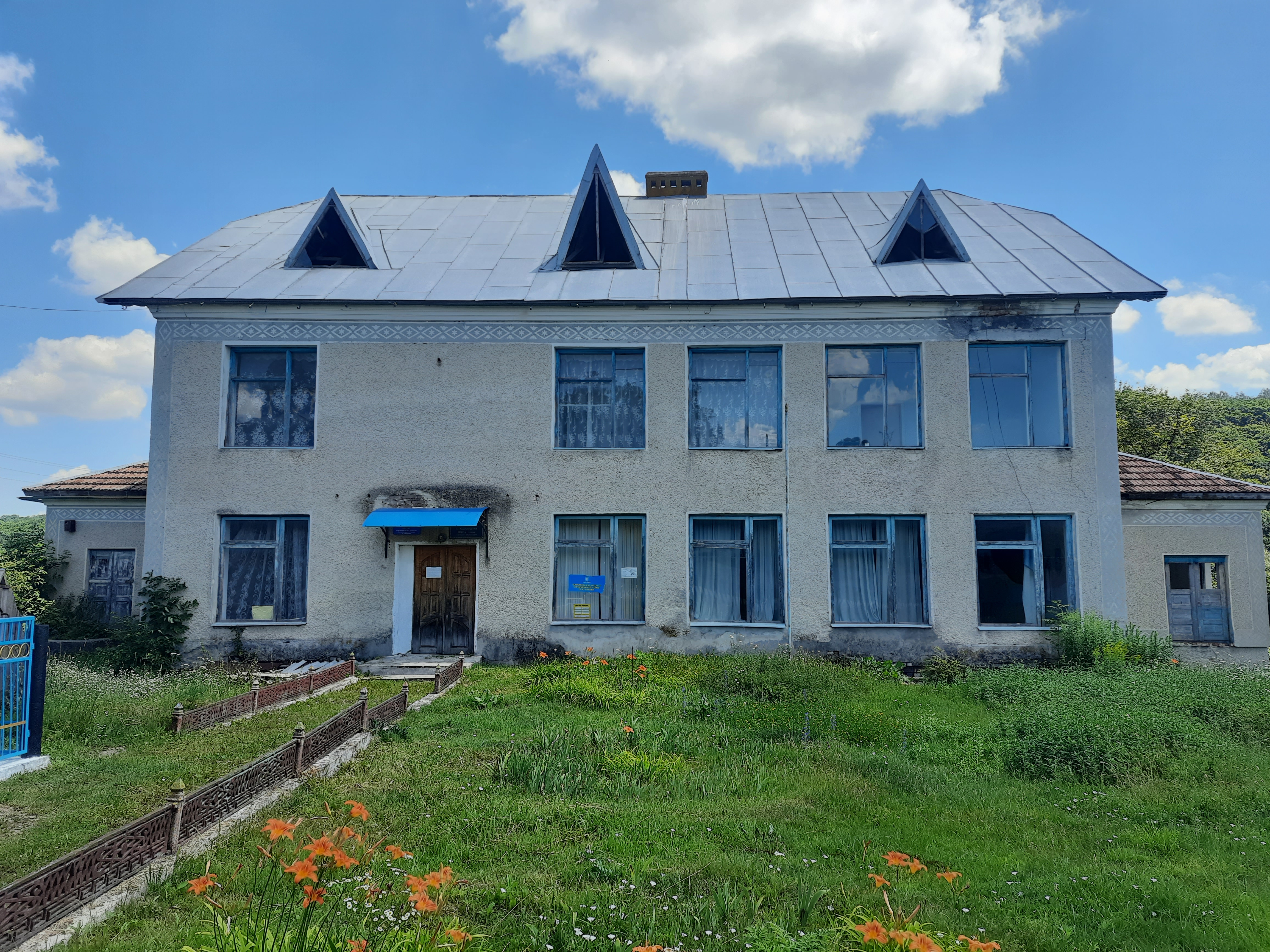
Школа
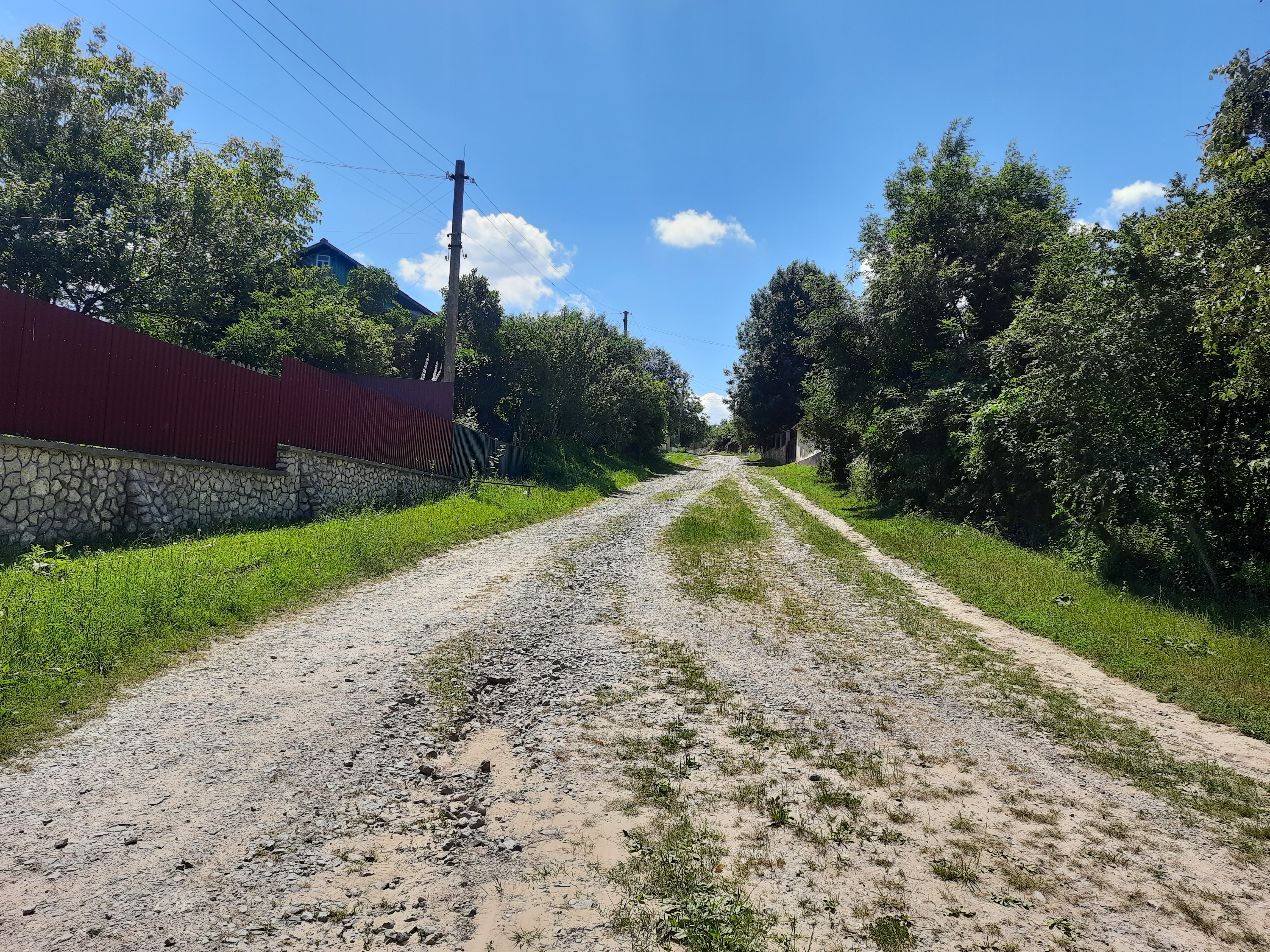
Сільська вулиця
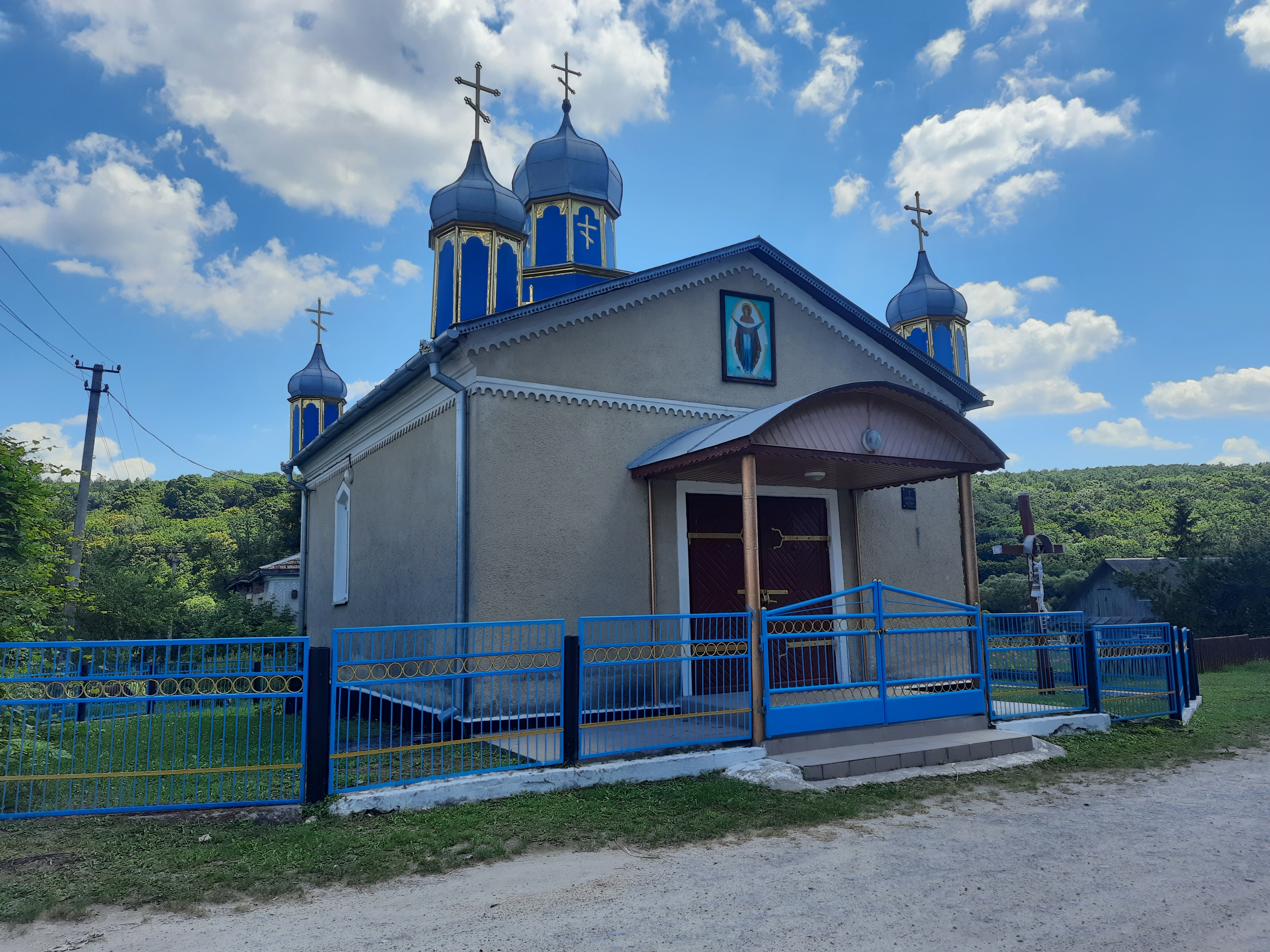
Покровська церква
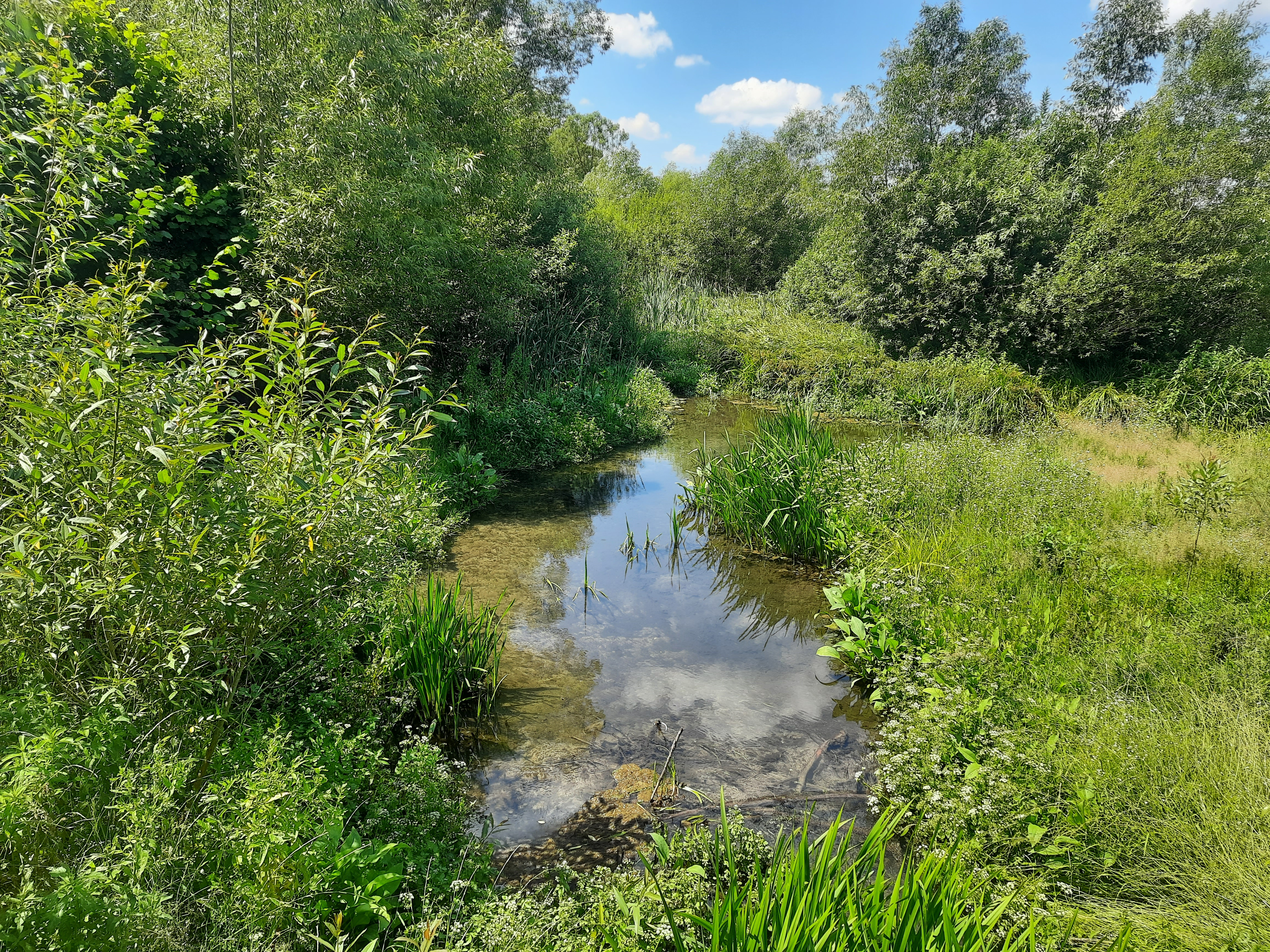
Сільський пейзаж